# Максютово (Стерлібашевський район)
Максю́тово (рос. Максютово, башк. Мәҡсүт) — присілок у складі Стерлібашевського району Башкортостану, Росія. Входить до складу Стерлібашевської сільської ради.
Населення — 153 особи (2010; 203 в 2002).
Національний склад:
- башкири — 86%